# Redemptor hominis
Redemptor hominis (in italiano: Il Redentore dell'uomo) è la prima enciclica scritta da papa Giovanni Paolo II, pubblicata il 4 marzo 1979, a meno di cinque mesi dopo l'inizio del suo pontificato.
In essa, che costituisce quasi un manifesto del suo pontificato, egli indica come priorità l'analisi dei problemi dell'uomo contemporaneo; le soluzioni che essa propone vogliono partire da una profonda comprensione della persona umana alla luce della Rivelazione cristiana.

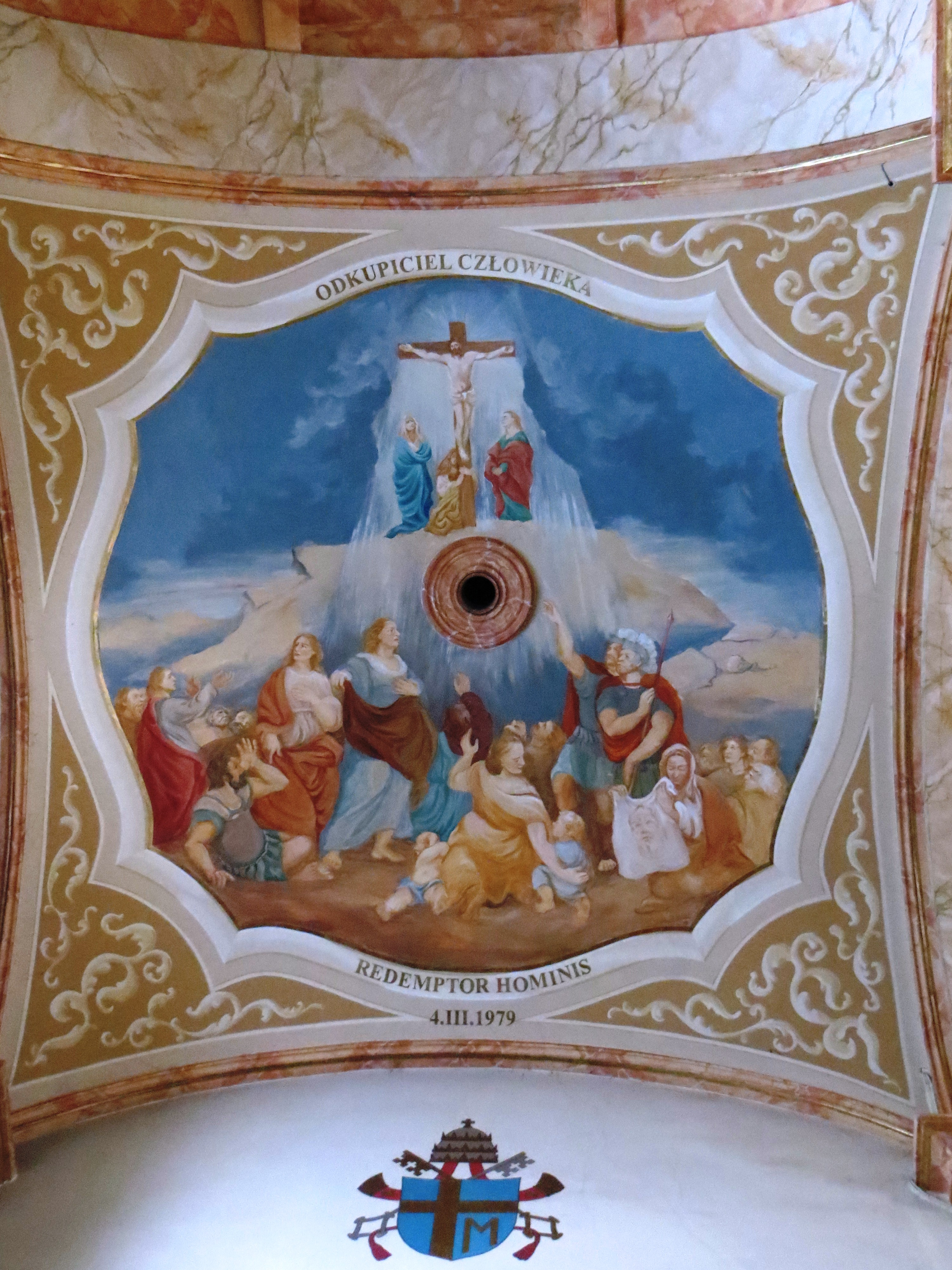
Redemptor hominis, dipinto sul soffitto nella basilica di Wadowice.

## Contenuti
L'indice della Redemptor hominis (RH) è così strutturato:
- I - Introduzione (n. 1-6)
- II - Il mistero della redenzione (n. 7-12)
- III - L'uomo redento e la sua situazione nel mondo contemporaneo (n. 13-17)
- IV - La missione della chiesa e la sorte dell'uomo (n. 18-22)

### Introduzione
L'enciclica esamina i maggiori problemi su cui il mondo si stava confrontando in quel periodo. Giovanni Paolo II iniziò il suo pontificato durante una fase di crisi interna della Chiesa cattolica. Egli vi allude nell'introduzione, dichiarando comunque la sua convinzione che anche tante energie positive siano all'opera nella Chiesa, per cui "questa nuova «ondata» della vita della Chiesa" è "ben più potente dei sintomi di dubbio, di crollo e di crisi" (RH 5).
La Redemptor hominis afferma che la soluzione a questi problemi può essere trovata attraverso una comprensione più profonda della persona, sia della persona umana, sia della persona di Cristo. Per fare questo, l'enciclica si rifà ripetutamente alla corrente filosofica del personalismo, approccio caro al Papa anche nel resto del suo pontificato.
L'enciclica inoltre vuole preparare la Chiesa all'arrivo imminente del terzo millennio, che viene chiamato dal Papa un "nuovo Avvento della Chiesa" (RH 1).

### L'umanità del mistero della redenzione
Giovanni Paolo II indica le dottrine fondamentali dell'incarnazione e della redenzione quali prove supreme dell'amore di Dio per l'umanità:
(RH 10)
In risposta a questo amore ogni uomo che voglia conoscere veramente se stesso, non importa quanto debole egli sia, deve avvicinarsi a Cristo:
(RH 10)

### Critiche ai governi atei
Senza nominarlo esplicitamente, la Redemptor hominis analizza il comunismo, sistema basato sull'ateismo, che è stato vivo anche in Polonia, terra nativa del Papa; ateismo che è stato "programmato, organizzato e strutturato in un sistema politico" (RH 11). A livello filosofico Giovanni Paolo II lo ritiene un sistema inumano. Citando Sant'Agostino d'Ippona ("ci hai fatti per te, [Signore], e il nostro cuore non ha posa finché non riposa in te."), egli afferma che l'uomo ha un profondo e naturale bisogno di Dio (come è dimostrato dall'anelito verso il trascendente presente in ogni religione) per completare a pieno la sua umanità. Quindi, dichiara, i sistemi che, come il comunismo, negano questo essenziale aspetto dell'umana natura, sono fondamentalmente difettosi ed intrinsecamente incapaci di soddisfare i bisogni più profondi dell'essere umano.
Questo concetto filosofico sarà alla base di tutti gli interventi di Giovanni Paolo II nel criticare il comunismo sul campo politico.
In particolare egli denuncia l'opposizione dei governi alla libertà religiosa come un attacco alla dignità propria dell'uomo:
(RH 17)

### Impegno missionario e libertà religiosa
Premonendo i suoi famosi viaggi intorno al mondo, Giovanni Paolo II insiste sul bisogno di portare il messaggio di Dio a "tutte le culture, a tutte le concezioni ideologiche, a tutti gli uomini di buona volontà" con il giusto "atteggiamento missionario". Questo atteggiamento, fa notare, deve cominciare con la giusta considerazione di ciò che «c'è in ogni uomo», ponendo di nuovo l'enfasi sul tema del personalismo. Continua dicendo che la corretta espressione dell'atteggiamento missionario non è distruttiva, bensì inizia dal costruire su ciò che già c'è.
Giovanni Paolo II usa questo concetto quale base di un altro tema centrale del suo pontificato: quello della libertà religiosa. Partendo dalla dichiarazione del Concilio Vaticano II nel Dignitatis humanae (Dichiarazione sulla Libertà Religiosa), il papa insegna che ogni opera missionaria della Chiesa deve cominciare da "una profonda stima per l'uomo, per il suo intelletto, la sua volontà, la sua coscienza e la sua libertà." Continua dicendo che la Chiesa cattolica è la vera custode della libertà umana. Al contempo ricorda il rispetto per le altre religioni da parte della Chiesa, redarguendo così, implicitamente, i governi comunisti che vietano la libertà di culto.

### L'unione di Cristo con ogni persona
Riguardo ad un altro aspetto del tema personalista, Giovanni Paolo II scrive che non è corretto parlare dell'unione di Cristo con l'uomo intendendola come un'unione impersonale di Cristo con l'Umanità intesa come un agglomerato uniforme: "Non si tratta dell'uomo «astratto», ma reale, dell'uomo «concreto», «storico». Si tratta di «ciascun» uomo"

Invece, dice, Cristo raggiunge ogni uomo nella sua individualità, cosicché ogni persona possa fare il proprio cammino e,  dall'esperienza personale dell'amore di Cristo per lui in quanto individuo, possa derivarne la realizzazione delle proprie potenzialità. Allo stesso modo, la missione della Chiesa sta nel raggiungere ogni uomo, singolarmente: 
(RH 14)

### Le paure dell'uomo
Giovanni Paolo II scrive che ciò di cui l'uomo ha maggiormente paura è il risultato delle sue stesse creazioni: il disastro ecologico conseguenza dello sfruttamento incondizionato delle risorse naturali e la paura causata dal crescente potere militare, che implica la minaccia della distruzione totale, "una inimmaginabile autodistruzione, di fronte alla quale tutti i cataclismi e le catastrofi della storia, che noi conosciamo, sembrano impallidire."
Egli mette in evidenza che, sebbene lo sviluppo tecnologico e materiale rappresenti un autentico segno della grandezza dell'uomo, esso suggerisce una domanda inquietante: questo progresso, il cui autore e fautore è l'uomo, rende la vita umana sulla terra, in ogni suo aspetto, «più umana»? La rende più «degna dell'uomo»? E ancora, la persona umana deve essere la misura di ciò che è buono e non è fatta solo per produrre e accumulare. L'enciclica insegna che, anche se contrariamente alle sue intenzioni, ogni sistema puramente materialistico, che essenzialmente ignora la persona umana, condanna definitivamente l'uomo a essere uno schiavo del proprio prodotto.
Denunciando il disequilibrio delle risorse economiche, un altro motivo ricorrente del suo pontificato, Giovanni Paolo II incita ad una maggiore attenzione ai problemi dei poveri. Ancora una volta, insiste sul fatto che la soluzione sta in una maggiore responsabilità morale costruita su una più profonda comprensione della dignità della persona umana, come insegnato da Cristo stesso nella sua descrizione del Giudizio universale nel Vangelo secondo Matteo 25,31-46

### La missione di insegnare della Chiesa
Anticipando un tema che sarà sviluppato ampiamente nell'enciclica Veritatis splendor (1993), Giovanni Paolo II ribadisce la responsabilità della Chiesa nella sua missione profetica di indicare ed insegnare al mondo la verità. Egli ribadisce anche l'importanza della catechesi, che è l'insegnamento della dottrina della fede, un cui punto culminante sarà successivamente la promulgazione del Catechismo della Chiesa Cattolica.

### Il sacramento dell'Eucaristia e della Penitenza
L'enciclica, nella sua parte finale, ha una sezione dedicata all'Eucaristia, un altro tema che contraddistinse il pontificato di Giovanni Paolo II. Sottolineando che l'Eucaristia "è il centro e il vertice di tutta la vita sacramentale" (RH 20), il pontefice richiama il consueto tema dell'unione personale con Cristo della persona, che entra così in un intimo contatto con Cristo stesso attraverso questo sacramento.
Egli inoltre porta il tema del personalismo nel suo rispondere a una controversia del periodo post Concilio Vaticano II, relativo al sacramento della riconciliazione. In alcuni casi, tale sacramento era stato amministrato contemporaneamente a più persone, senza la previa confessione individuale dei propri peccati. Giovanni Paolo II insiste contro questa pratica sacramentale perché l'incontro personale con Cristo che perdona è diritto di ogni uomo, e viceversa:
(RH 20)

### Maria
Iniziando una consuetudine che sarebbe poi diventata una costante in tutte le sue encicliche, nell'ultima parte del documento Giovanni Paolo II si concentra sulla figura di Maria. In particolare, egli invita la Chiesa (intendendo tutti i membri della Chiesa, non solo la gerarchia) a prendere Maria come madre e modello per il nutrimento del mondo.